# Allophorocera pachystyla
Allophorocera pachystyla là một loài ruồi trong họ Tachinidae.